# Brayan Cortés
Brayan Josué Cortés Fernández (Iquique, 11 de março de 1995) é um futebolista chileno que atua como Goleiro. Atualmente joga no Peñarol, emprestado pelo Colo-Colo.

## Seleção Chilena
Cortés foi convocado pela primeira vez para defender a seleção principal do Chile em um jogo amistoso contra o México, no dia 16 de outubro de 2018.

## Títulos
Deportes Iquique
- Copa Chile (1): 2013–14

Colo-Colo
- Copa Chile (2): 2019, 2021
- Supercopa de Chile (2): 2018, 2022